# Laveran (Mondkrater)
Laveran ist ein Einschlagkrater in der Südpolregion des Mondes.

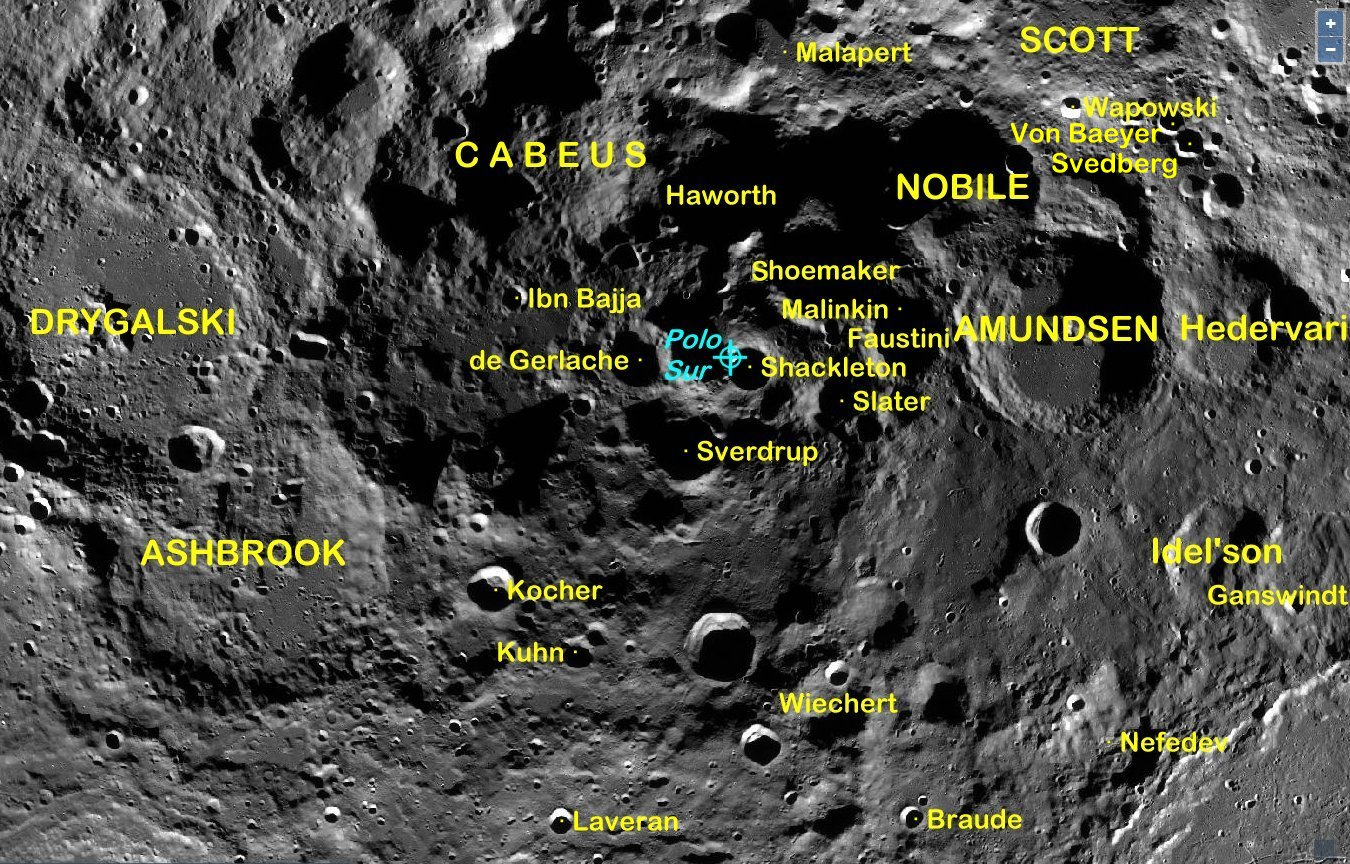
Südpolregion, Laveran unten Mitte

Der Krater liegt im Gebiet zwischen den größeren Kratern Schrödinger, Zeeman und Ashbrook auf der erdabgewandten Seite, südlich von De Forest.
Der Krater ist nahezu kreisrund mit einem Durchmesser von ca. 13 km. Es gibt Hinweise darauf, dass sich unter der Oberfläche Wassereis befinden könnte.
Der Krater wurde 2009 von der IAU offiziell nach dem französischen Mediziner Charles Louis Alphonse Laveran benannt.